# (118379) 1999 HC12
(118379) 1999 HC12 — транснептуновый объект. Он был обнаружен 18 апреля 1999 года в национальной обсерватории Китт-Пик. Предположительный диаметр объекта 133 км.